# Nesozineus obscurus
Nesozineus obscurus är en skalbaggsart som beskrevs av Hoffmann 1984. Nesozineus obscurus ingår i släktet Nesozineus och familjen långhorningar. Inga underarter finns listade i Catalogue of Life.